# Gamlestadsskolan

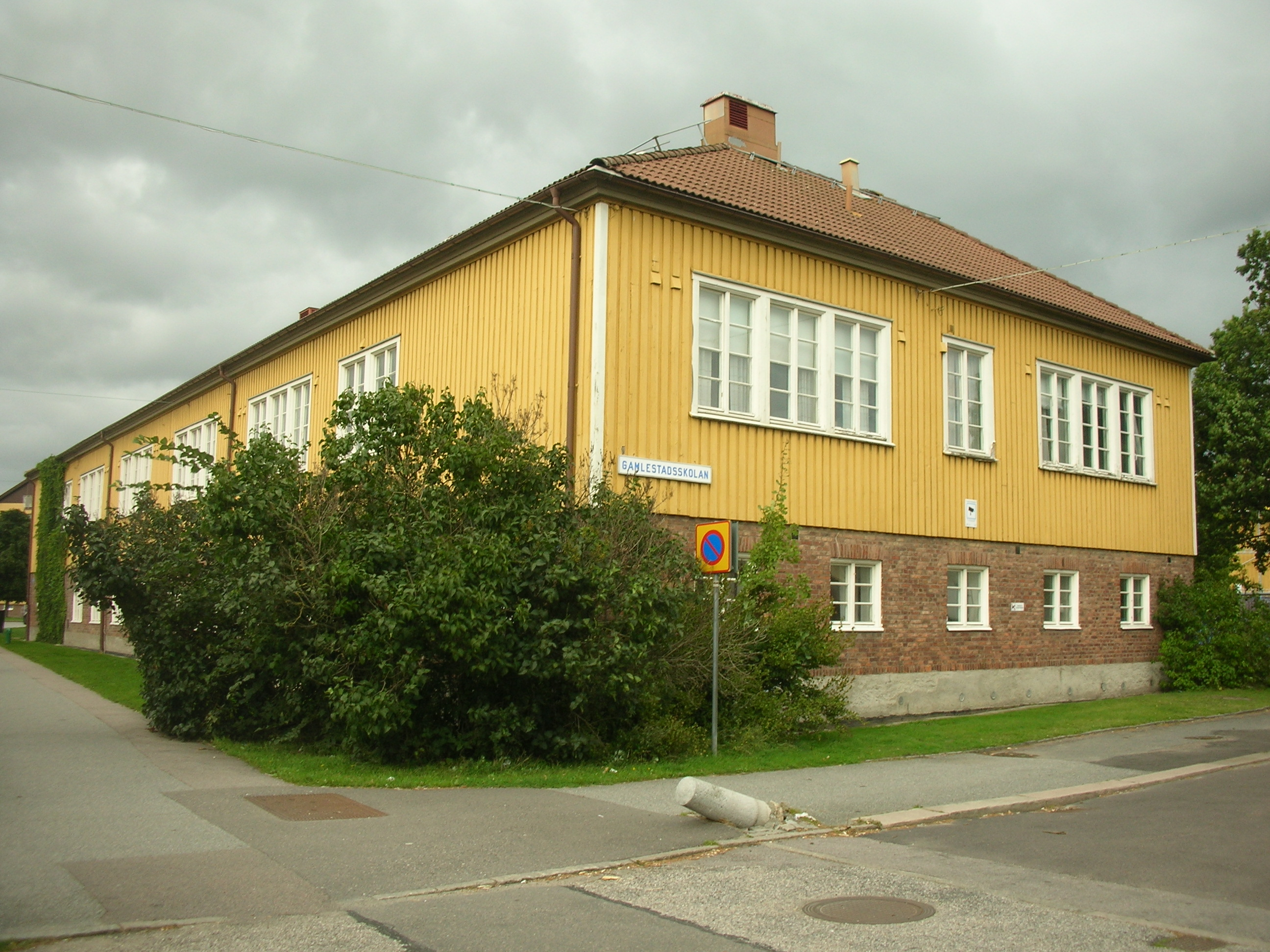
Den äldsta delen av skolan, 2015.

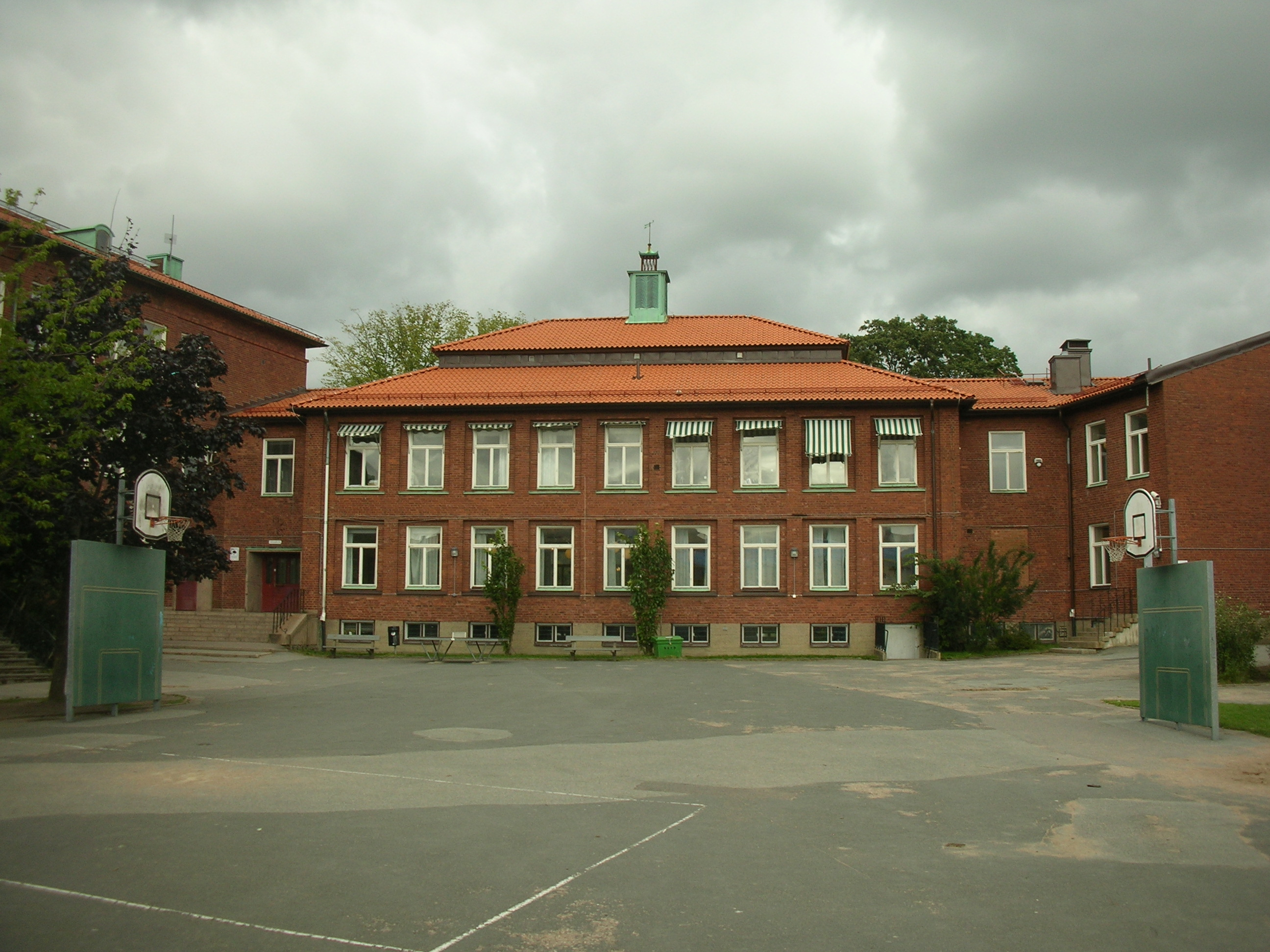
Den nyare delen, 2015

Gamlestadsskolan är en kommunal grundskola i stadsdelen Gamlestaden i Göteborg med cirka 550 elever. 

## Byggnaden
Skolan började byggas 1919. Arkitekten var Johan Jarlén. Formspråk och material liknar de samtida landshövdingehusen: bottenvåning i tegel, övervåning i trä, stora spröjsade fönster och ståtligt säteritak. Skolan uppfördes på ängarna utanför kullagerfabriken och togs i bruk 1921. Folkskolan hade plats för 540 elever. Det fanns vaktmästarbostad och för tiden mycket goda hygienutrymmen. Det fanns en badanläggning med en liten bassäng. 
Skolan hette från början Lödöseskolan. 1952–1953 byggdes en ny skolbyggnad i anslutning till den gamla. Arkitekterna var Ragnar Ossian Swensson och Mandus Mandelius. När den nya tillbyggnaden invigdes 1953 bytte skolan namn till Gamlestadsskolan. Skolan skulle då rymma cirka 850 elever. Tillbyggnaden är ett av många exempel i Göteborg på R O Svenssons lågmälda men gedigna tegelarkitektur.
Skolan delas upp i två stora delar. "Lilla skolgården" där den gamla byggnaden befinner sig runt och "Stora skolgården" där den nya byggnaden befinner sig runt.

## Ombyggnad och renovering

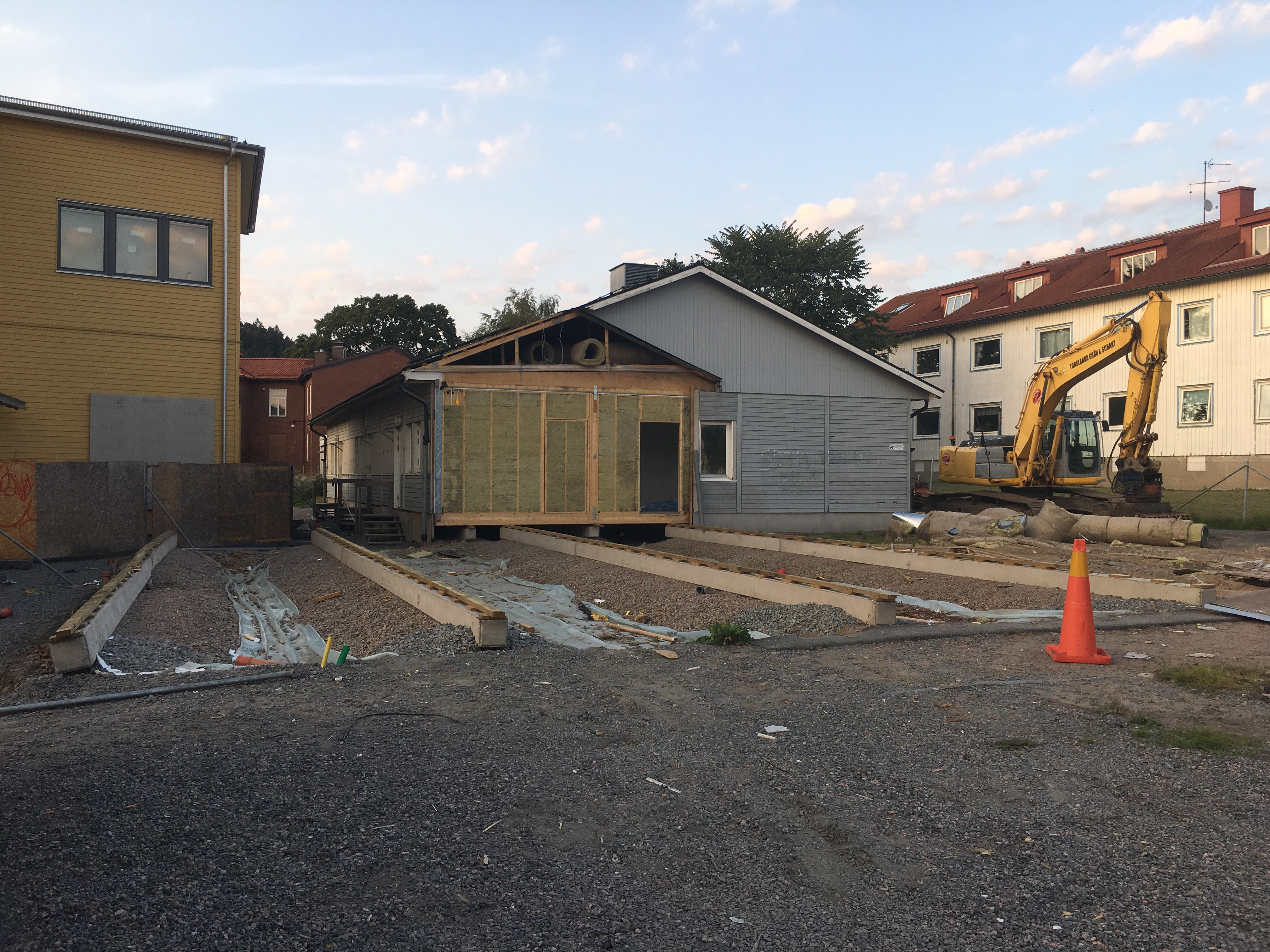
En bild på barackerna där de rivs ner, augusti 2019.

Projektet startades januari 2016 och genomförs som generalentreprenad av Tuve Bygg. Entreprenadsumman ligger på 140 miljoner kronor men har ökats med ytterligare 57 miljoner kronor.
Projektet omfattar en tillbyggnad på 2 500 m² och en ombyggnad om 9 200 m². Skolan ska då öka utrymmet för ytterligare 150 elever. Barackerna (Blåmusslan, Hajen och Krabban) var bara temporära byggnader och har nu ersatts med permanenta ytor.
Lilla skolgården har fått stora förändringar. Gungor med en sandlåda har blivit borttagna helt och ersattes med en ny sandlåda med ett vattenlek gjort av metall. En stor färglös bollvägg som fanns på gården var ersatt av tre små bollväggar i grönt med gula ramar. En sandlåda med klätterställningar ersattes också mot en liten sandterräng där det växer tre stora träd. Ett leksaksförråd ersattes av ett nyare och fräschare förråd med ett kodlås. En liten studsmatta, karusell och en större klätterställning med stora mjuka plattor runt dem har också lagts till på gården, samt en stor paviljong med ett pingisbord.

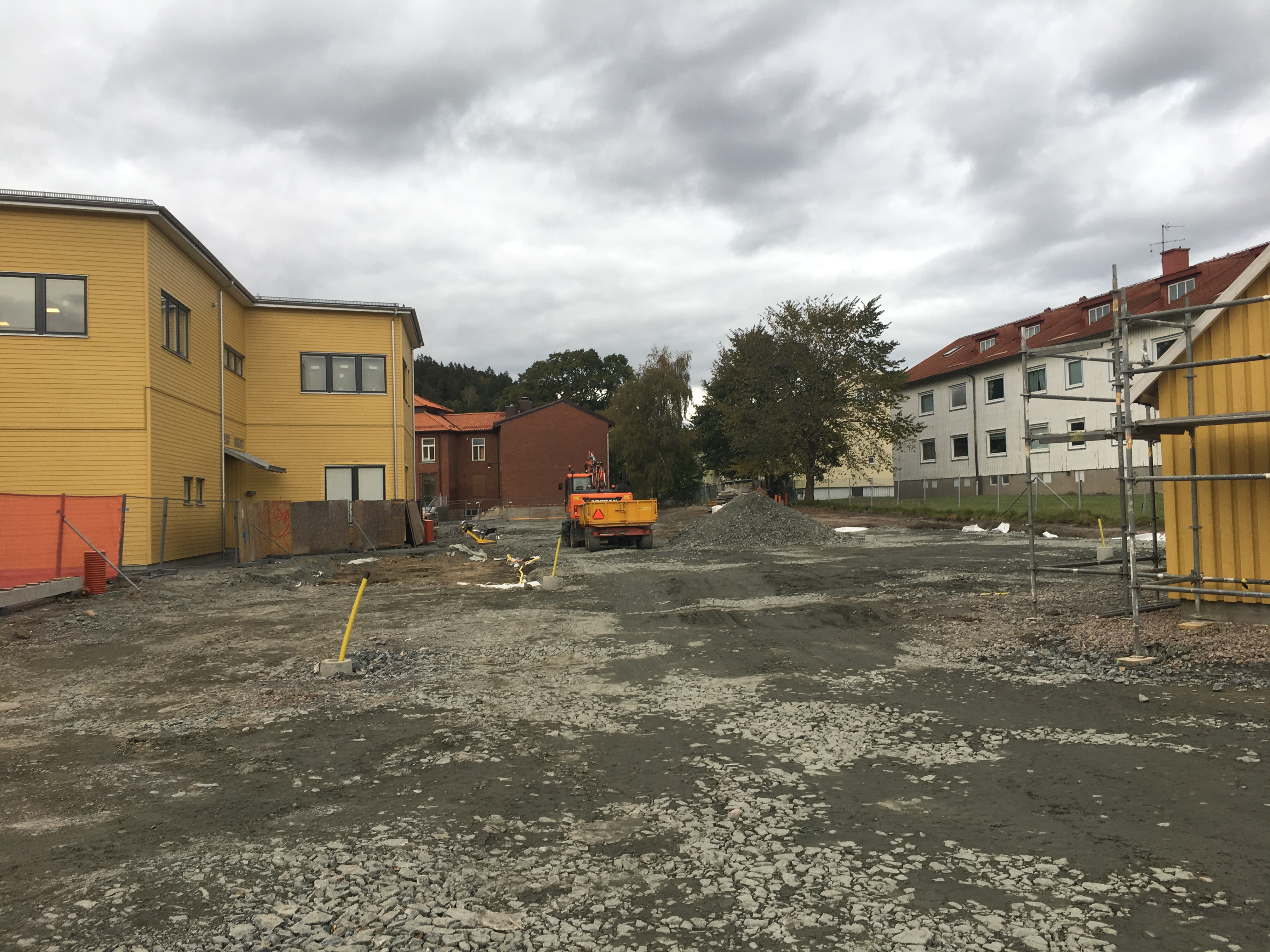
En bild där barackerna har blivit nedrivna, oktober 2019.

Även stora skolgården har fått stora förändringar. Barackerna har blivit borttagna och har ersatts med permanenta ytor. Ytorna består främst av två nya fotbollsplaner. "Kullen" som var en stor gräskulle med träbänkar på ena änden av den var borttagen och ersattes av en nyare träbyggnad i gult. Entrén till matsalen har förändrats helt. Istället för en smal trappa stenplattor har den fått en ny ramp av tegel och en bredare trätrappa som sträcker ut sig över hela byggnaden. Träden och de tre ingångarna till den nya delen var borttagna för att göra plats till den nya byggnaden. Två stora gröna bollväggar med basketkorgarna som fanns på gården var också borttagna, men ersattes istället med en stor klätterställning med konstgräs, en "kinagunga", hängmatta och ett elektroniskt spel, alla med mjuka plattor.
Denna typ av uppdrag är speciell då det handlar om att bevara de äldre delarna och addera nya element som ska passa in i sin omgivning. Projektet var planerat att stå klart juni 2019, men på grund av förseningar var det inte klart då.